# Hospital Son Dureta
El Hospital Universitario Son Dureta era un centro médico, universitario y público perteneciente al Servicio de Salud de las Islas Baleares (ib-salud.) Estaba ubicado en el distrito Poniente de Palma de Mallorca, concretamente en el barrio homónimo. Actualmente todos sus Servicios se han trasladado ya al nuevo Hospital Universitario Son Espases.

## Historia
A finales de la década de 1940 se propone la construcción de un hospital en la isla de Mallorca. El encargado de llevar a cabo tal proyecto fue el arquitecto Martín José Marcide Odriozola, y el eligió como emplazamiento la antigua finca de Son Dureta. La construcción del centro médico comenzó en 1949 y el 16 de noviembre de 1955 fue inaugurado bajo el nombre de Residencia Sanitaria Virgen de Lluc. En aquella época el hospital contaba con 300 camas y 150 trabajadores, de los cuales 60 eran enfermeras (13 de ellas eran monjas de la orden de San Vicente de Paul que vivían en Son Dureta) Tan solo había dos médicos residentes, el resto tan solo acudía al centro cuando tenían que operar y cobraban por acto médico.
En 1960 se crea la Escuela de Enfermería Virgen de Lluc, pero no sería hasta el año 1976 cuando el hospital obtiene la acreditación docente para la formación interna de postgrados. Desde entonces se han formado en el hospital más de 2000 enfermeras y 803 médicos internos residentes (MIR) En 1977 se lleva a cabo una ampliación del centro con la construcción del pabellón B (maternidad) y del pabellón K (consultas externas)
La gestión del hospital cambió completamente en 1986. Hasta entonces el centro era gestionado por un director, un administrador y un jefe de enfermería. Ese año se nombró a un director gerente del cual dependían los departamentos médicos, de enfermería, de gestión y servicios generales. Era un cambio organizativo que se estaba llevando a cabo en muchos hospitales de España por aquella época.
A partir de aquel  momento se  crea la Dirección Gerència. Los gerentes de Son Dureta, hasta su cierre fueron: Abad, Josep Esteban, Manuel Serrano, Mateu Huguet, Antoni Obrador, Sergio Bertrán, Maria Ibars. Luís Carretero, Carles Ricci, Joan Serra y Luís Carretero.
El hospital seguía llevando el nombre de Virgen de Lluc. Fue en 1987 cuando, definitivamente, el hospital se renombra como Son Dureta.
Durante más de 40 años Son Dureta fue el único hospital público la isla de Mallorca, a excepción del antiguo Hospital General y el Hospital Joan March, propiedad de la Diputación de Baleares. No fue hasta 1997 que se inauguró el Hospital Comarcal de Manacor, bajo la fórmula de Fundación y, posteriormente, en el año 2001 cuando se inauguró el Hospital de Son Llàtzer. Sucesivamente se fueron construyendo otros hospitales en el archipiélago, como el Hospital Comarcal de Inca o el Hospital General Mateu Orfila, que sustituyó al Hospital Monte toro, ambos inaugurados en 2007.
A pesar de diversas polémicas, en 2007 se iniciaron las obras de construcción del que sería nuevo hospital de referencia de las Islas Baleares y que vendría a sustituir al HU Son Dureta. Pese a varias paralizaciones en las obras, debidas al hallazgo de restos arqueológicos en la parcela del Secar de la Real donde se construía el hospital, el nuevo Hospital Universitario Son Espases fue entregado a la administración autonómica el 10 de octubre de 2010.
La actividad asistencial ambulatoria se inició en noviembre de 2010, realizándose el traslado de los últimos pacientes de Son Dureta entre el 19 y el 22 de diciembre de 2010. A lo largo de 2011, el hospital irá incrementando su actividad progresivamente hasta conseguir pleno rendimiento de sus instalaciones.
Los últimos servicios en trasladarse al nuevo Hospital de Son Espases fueron el Servicio de Medicina Nuclear, en mayo de 2011 y el Servicio de Radioterapia, trasladado en noviembre del mismo año.

## Área de Influencia
El área de influencia del hospital, dentro del ordenamiento territorial de la sanidad pública en las Islas Baleares, comprendía a los pacientes de los centros de salud de la localidad de Palma de Mallorca (excepto los del distrito de Levante, que quedan englobados por el área de influencia de Son Llátzer) y algunas localidades cercanas a la ciudad: Andrach, Calviá, Esporlas, Puigpuñent, Valldemosa, Sóller, etc. Además, al ser el hospital de referencia de la isla, en él se realizaban complejas operaciones que no se realizan en otros centros médicos de la comunidad.

## Cartera de servicios
- Análisis clínicos
- Anatomía Patológica
- Anestesia
- Cardiología
- Cirugía Cardíaca
- Cirugía General y digestiva
- Cirugía Maxilofacial
- Cirugía ortopédica
- Cirugía pedriática
- Cirugía plástica
- Cirugía torácica
- Cirugía vascular
- Dermatología
- Digestivo
- Endocrinología
- Farmacia
- Genética
- Geriatría
- Ginecología y Obstetricia
- Hematología
- Inmunología
- Medicina intensiva
- Medicina interna
- Medicina nuclear
- Medicina preventiva
- Nefrología
- Neumología
- Neurocirugía
- Neurología
- Oftalmología
- Oncología
- Otorrinolaringología
- Pediatría
- Psiquiatría
- Radiodiagnóstico
- Radioprotección
- Radioterapia
- Rehabilitación
- Reumatología
- Urgencias
- Urología